# Козелек, Марк
Марк Козелек (англ. Mark Kozelek; род. 24 января 1967, Массильон, Огайо) — американский музыкант, гитарист и вокалист, создатель и лидер групп Red House Painters, Sun Kil Moon. Один из ключевых участников сэдкор движения в альтернативном роке. Тяжёлые детство и юность значительно повлияли на его творчество: медленные, грустные мелодии в сочетании с мрачными, аскетичными текстами.

## Жизнь и карьера
Козелек родился и вырос в Массилоне, штат Огайо. В подростковом возрасте он возглавлял группу по имени God Forbid. После переезда в Атланту, Джорджия он встретил барабанщика Энтони Кутсоса, с которым позже он переехал в Сан-Франциско, Калифорния. Там сформировалась группа Red House Painters с добавлением гитариста Гордена Мака и басиста Джерри Вессела. С 1992 по 1996 год Red House Painters выпустила серию известных альбомов, демонстрирующих интенсивные, очень автобиографические песни Козелек.
Тем не менее прорыв Козелека начинается с сотрудничества с лейблом 4AD. Альбом Red House Painters 1998 года Old Ramon не был выпущен, это обстоятельство оказалось очень расстраивающим и подавило импульс группы. Козелек решил заняться серией уникальных сольных записей, в результате группа Red House Painters распалась.
В 2000 году он выпустил сольный EP Rock 'n' Roll Singer, в котором были представлены три оригинальные песни, а также аранжировки на песню John Denver «Around and Around» и три песни AC/DC («Rock 'n' Roll Singer», «Bad Boy Boogie» и «У вас нет удержания»). Две аранжировки песен AC/DC в альбоме «Rock’n 'Roll Singer» были радикальными перестановками оригиналов, которые удалили написанные Bon Scott тексты из их хард-рок-контекста и поместили их в нежные, акустические мелодии «народной баллады».
Козелек расширил эту идею в 2001 году, выпустив полноформатный альбом, состоящий исключительно из аранжировок песен AC/DC под названием «What is Next to the Moon».
Эти новые аранжировки звучали так непохоже на оригиналы, что радиоведущий KCRW настаивал на том, что бы заглавным треком была песня Leonard Cohen.
Это был не первый раз, когда Козелек решительно переделал материал других исполнителей. С Red House Painters он ранее делал аналогичные реконструкции с Simon & Garfunkel «I Am a Rock», The Cars «All Mixed Up», Kiss «Shock Me», Да «Длинные дистанции», Пол Маккартни «Глупые песни любви» и «Звёздное украшение», Фрэнсис Скотт Кей.
В годы между его проектами группы, музыка Козелека выпускалась в сборниках и трибьют-альбомах. Он внёс песню «Новый партнёр» в трибьют-альбом «I Am Cold Rock. I Am Dull Grass», состоящий из аранжировок песен Will Oldham (a.k.a. Bonnie 'Prince' Billy). Примерно в это же время Козелек создаёт трибьют-альбом из песен Джон Денвер под названием «Возьми меня домой: дань уважения Джону Денверу», в котором также участвовали Уилл Олдхэм, группы The Innocence Mission и Low и др. В сборнике Козелек спел в дуэте с Рахиль Госуэлл песню «Вокруг и вокруг».
В конце 2001 года лейбл Sub Pop выпустил в ограниченном тираже альбом «White Christmas Live». В этом альбоме, помимо сольных песен, было несколько песен Red House Painters, исполненных на акустической гитаре с использованием вокала, и один вариант a cappella. Ранняя версия песни «Lily and Parrots» его нового проекта Sun Kil Moon добавлена в конце как бонус-трек. В альбоме также есть одна ранее неизданная песня «Admiral Fell Promises».
В 2003 году Sun Kil Moon дебютировал с альбомом «Призраки Великой магистрали», записанным с бывшими членами RHP Джерри Весселем и Энтони Кутсосом, а также новыми участниками Джеффом Стэнфилдом (ранее Black Lab) и Тимом Муни. Их последующие работы появились в 2005 году на недавно сформированном лейбле Козелека Caldo Verde Records. Альбом «Tiny Cities» составлен полностью из аранжировок песен Modest Mouse, которые снова сильно отличались от оригиналов. В февральском интервью 2014 года журналу «Незнакомец Сиэтла» Козелек сказал, что он никогда не слышал комментариев от Modest Mouse относительно того, что они думают о записи.
В 2006 году Козелек был приглашён лейблом Paper Bag Records из Торонто, чтобы исключительно поддержать их альбом
«Увидимся на Луне! Увидимся на Луне! Songs for Kids of All Ages» его песней «Leo and Luna». Затем в ноябре 2006 года Козелек выпустил концертный альбом под названием Little Drummer Boy Live. На двух дисках альбома он играет песни из своей сольной карьеры, аранжировки и песни из альбомов как Red House Painters, так и Sun Kil Moon.
Козелек вернулся в 2008 году с выпуском третьего альбома Sun Kil Moon «April». Альбом включает 11 новых записей, в том числе вокальные записи приглашённых певцов Бен Гиббард, Уилл Олдхэм и Эрик Поллард.
Выпуск нового альбома также привёл к переизданию «Nights of Passed Over», 256-страничной, полной книги всех текстов песен для сольных песен Козелека, песен Red House Painters и Sun Kil Moon. В нём также представлены сборники, рукописная лирика и предисловие самого Козелека. Оригинальное издание этой книги было выпущено в 2002 году в Португалии, книга напечатана на английском и португальском языках. В обновленном издании рассказана его жизнь с Sun Kil Moon, в книгу также входит бонус-диск из 12 треков под названием «Nights LP», в котором представлены живые и редкие версии песен с 1996 по 2007 год. Продаётся исключительно на его сайте и ограничено 2500 экземплярами
9 декабря 2008 года Козелек и Caldo Verde Records выпустили «The Final LP», CD-коллекцию из 10 невыпущенных треков, включая аранжировки песен Stephen Sondheim, Will Oldham, Hüsker Dü и Low, а также два ранее невыпущенных инструментала. Весной 2009 года были выпущены два концертных альбома, «Find Me, Ruben Olivares: Live in Spain» и «Lost Verses Live».
23 апреля 2010 года было объявлено о записи четвёртого альбома Sun Kil Moon, «Admiral Fell Promises». Альбом был выпущен 13 июля 2010 года.

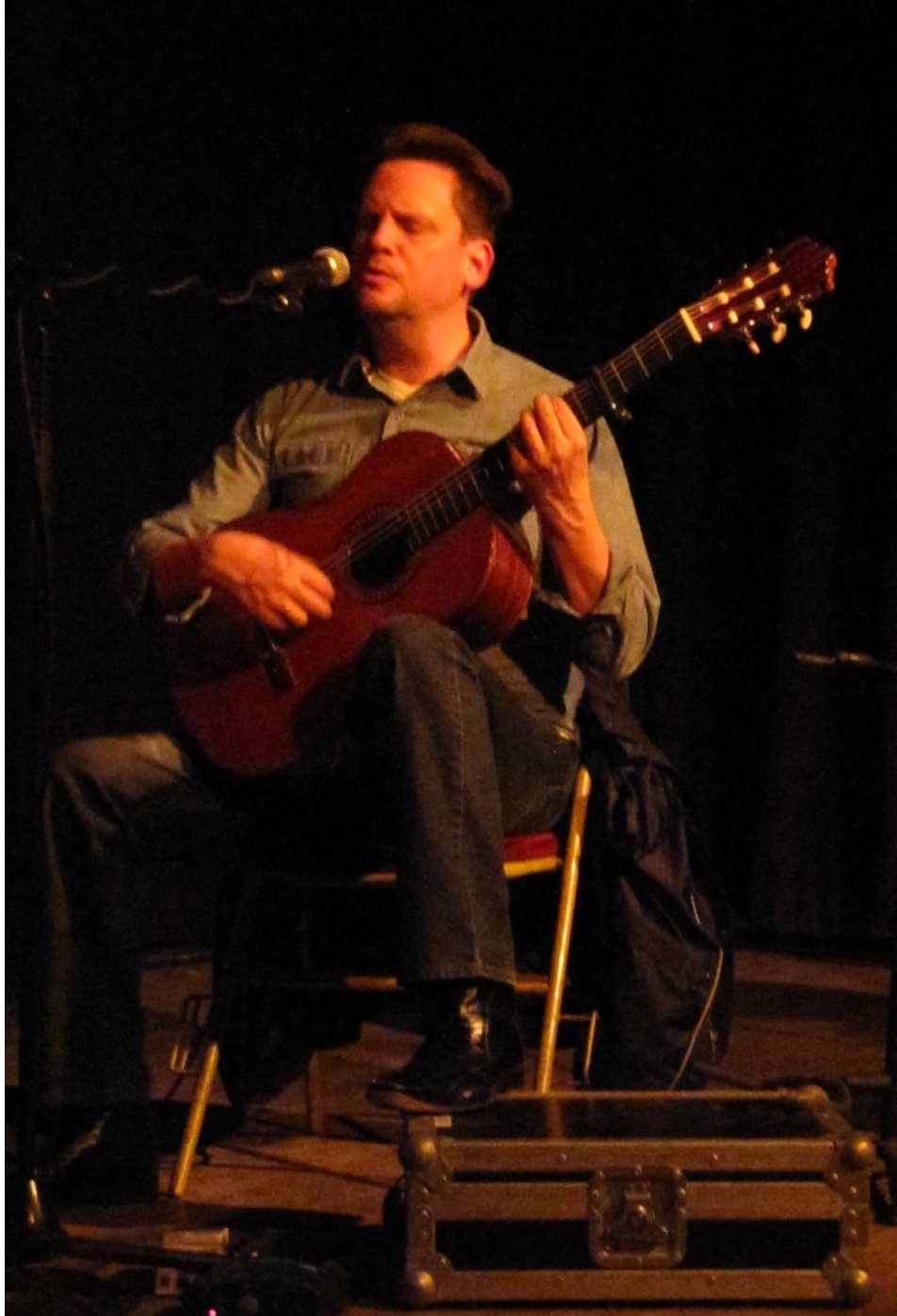
Mark Kozelek performing with Sun Kil Moon in Paris in 2014

16 августа 2011 года на лейбле Caldo Verde Records был выпущен документальный фильм под названием «Марк Козелек: On Tour». Фильм был снят во время европейских / североамериканских туров Марка Козелека в 2010 и в начале 2011 года.
В 2012 году в статье в Queensberry-Rules.com Марка Ортеги было написано об увлечении Козелека боксом, которое вдохновило на написание нескольких песен из альбома Desertshore.
Их предыстория чрезвычайно суровая, и они очень много работают, чтобы продвигаться в своей карьере. Я присутствовал на битве Мэнни Пакьяо-Агапито Санчес в Сан-Франциско в 2001 году. Когда я услышал, что вскоре после этого Санчес был убит, он имел глубокий эффект Мне больно, когда кто-то умирает молодым, но когда вы видите фон этих парней и путь, который они прошли, чтобы попытаться найти какой-то свет в своей жизни, больно видеть, как они умирают молодыми.
Пятый альбом Sun Kil Moon, «The Leaves», был выпущен на Caldo Verde Records 29 мая 2012 года. В целом его 17 треков, безусловно, самый беззаботный подход к написанию песен Kozelek, хотя песни остаются автобиографическими и острыми.
Козелек также участвовал в качестве вокалиста и басиста в Desertshore, группе с участием Red House Painters гитариста Фила Карни, классически подготовленного пианиста Криса Коннолли и совсем недавно Sun Кил Мун барабанщик Майк Стивенс. Его первое сотрудничество с Desertshore появилось на втором студийном альбоме группы «Drawing Threes» (выпущен 22 ноября 2011 года, Caldo Verde Records). Козелек появился в 6 из 10 треков в качестве вокалиста и басиста. Он сыграл более важную роль в третьем студийном альбоме под названием «Mark Kozelek & Desertshore» (выпущен 20 августа 2013 года, Caldo Verde Records), где он представлен как вокалист и басист во всех 10 треках. В том же году Козелек выпустил альбом «Perils From the Sea», альбом совместной работы с мультиинструменталистом Джимми ЛаВалле из The Album Leaf и охватывает альбом «Like Rats».
В 2014 году Sun Kil Moon выпустила альбом «Benji», который был широко признан и получил 9,2 баллов на Pitchfork и 85 баллов с сайта критического рейтинга, Metacritic. «No Ripcord» называет его «самой интимной работой Козелек» и Китти Империя из «Наблюдателя», добавил, что «вполне возможно, это самая трудная работа этого трудного художника».
Шестой альбом Sun Kil Moon из оригинального материала «Универсальные темы» был выпущен 2 июня 2015 года.
В альбоме снова появился ударник Steve Shelley, который ранее играл на барабанах на Benji, а затем выпустил альбом в 2017 году «Common As Light And Love Are Red Valleys Of Blood».

## Вокальный стиль
В свое время как с Red House Painters, так и с Sun Kil Moon, а также во время его сольной карьеры, Козелек был известен своим навязчивым баритонским стилем вокала.

## Продюсирование
Козелек выступал в качестве продюсера каждого альбома групп Red House Painters и Sun Kil Moon и своего сольного альбома. Также он выпустил дебютный альбом друга певца-гитариста Алана Спархоука, в бок-проекте Sparhawk «Хор Восстания Евангелия».

## Другие занятия
Козелек также занимался актёрством. Друг и режиссёр Камерон Кроу снял его в своём фильме «Почти известный» (1999) в роли Ларри Феллоуза (басист в вымышленной группе Stillwater) и в «Ванильном небе» (2001). 2005 году он появился в фильме Стива Мартина «Продавщица», играя музыканта, который дружит и наставляет персонажа Джейсона Шварцмана. Он также исполнил песню «Lily and Parrots» (песня Sun Kil Moon) в этом фильме.
Козелек внёс свой вклад в саундтрек фильма Паоло Соррентино «Молодость».
Его альбом группы Sun Kil Moon 2015 года, «Universal Themes», часто ссылается на его опыт во время съёмок фильма «Молодость».

## Дискография
Сольные альбомы
- What’s Next to the Moon (2001)
- Like Rats (2013)

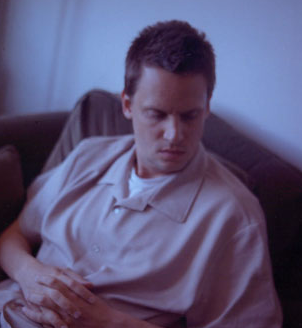
Марк Козелек в 2011

- Perils from the Sea (2013) (with Jimmy LaValle)
- Mark Kozelek & Desertshore (2013) (with Desertshore)
- Mark Kozelek Sings Christmas Carols (2014)
- Dreams of Childhood (2015) (with Nicolás Pauls)
- Mark Kozelek Sings Favorites (2016)
- Yellow Kitchen (2017) (with Sean Yeaton)
- Mark Kozelek with Ben Boye and Jim White (2017) (with Ben Boye and Jim White)

EPs
- Rock 'n' Roll Singer (2000)
- Down in the Willow Garden (2015)
- Night Talks (2017)

Сборники
- If You Want Blood (2001)
- Nights LP (2008)
- The Finally LP (2008)

Концертные альбомы
- White Christmas Live (2001)
- Little Drummer Boy Live (2006)
- White Christmas and Little Drummer Boy Live (2007)
- 7 Songs Belfast (2008)
- Find Me, Ruben Olivares: Live in Spain (2009)
- Lost Verses Live (2009)
- Live at Union Chapel & Södra Teatern (2011)
- Live at Lincoln Hall (2012)
- On Tour: A Documentary — The Soundtrack (2012)
- Live in Copenhagen (2012)
- Live at Phoenix Public House Melbourne (2013)
- Live at Mao Livehouse Shanghai & Beijing (2013)
- Live at Palladium: Malmö (2013)
- Live at Victoria Teatern and Stenhammarsalen (2014)
- Live at Biko (2014)
- The Kids — Live in London (2014)